# Veenlandschap
Het veenlandschap is een van de Nederlandse landschapstypen.